# Rozdepka rzeczna
Rozdepka rzeczna (Theodoxus fluviatilis) – nieduży ślimak przodoskrzelny z rodziny rozdepkowatych, gatunek typowy dla rodzaju Theodoxus. Zamieszkuje słodko- i słonawowodne siedliska, głównie rzeki, o twardym (kamienistym) dnie, z dobrze natlenioną wodą. Jest roślino- i detrytusożerny. Miejscami może występować masowo (w zagęszczeniach do kilku tysięcy osobników na m²). Może być zjadany przez ryby, pijawki, ptactwo wodne. Jest żywicielem różnych gatunków przywr i orzęsków. Gatunek rozdzielnopłciowy, jajorodny, z rozwojem prostym. Może żyć do 2–3 lat. Występuje w Polsce, jest gatunkiem pospolitym.

## Systematyka
Gatunek opisany w 1758 roku przez Linneusza w 10. wydaniu Systema Naturae jako Nerita fluviatilis. Do rodzaju Theodoxus (rozdepka) przeniesiony przez de Montforta w 1810 roku. Jest gatunkiem typowym rodzaju, bowiem, jak się okazuje, Theodoxus lutetianus, który to gatunek jako pierwszy opisał de Montfort z Sekwany w okolicach Paryża pod nową nazwą rodzajową, jest synonimem Theodoxus fluviatilis. Ponieważ nie jest znane miejsce pochodzenia okazu, na podstawie którego Linneusz opisał gatunek, a sam opis jest niewystarczający, Anistratenko ze współpracownikami w 1999 roku wyznaczył i opisał lektotyp. Gatunek klasyfikowany w obrębie rodziny Neritidae, przez niektórych autorów wydzielany (wraz z rodzajem Theodoxus) do oddzielnej podrodziny Theodoxinae.

### Taksonomia
Bourguignat przytacza przypuszczenia, że nazwa rodzaju mogła zostać nadana na cześć córki de Montforta, Théodoksji. Epitet gatunkowy odnosi się do środowiska, w którym gatunek występuje (łac. fluviatilis  – rzeczny). W piśmiennictwie polskojęzycznym gatunek znany jest pod nazwą rozdepka rzeczna.

## Cechy morfologiczne i anatomiczne

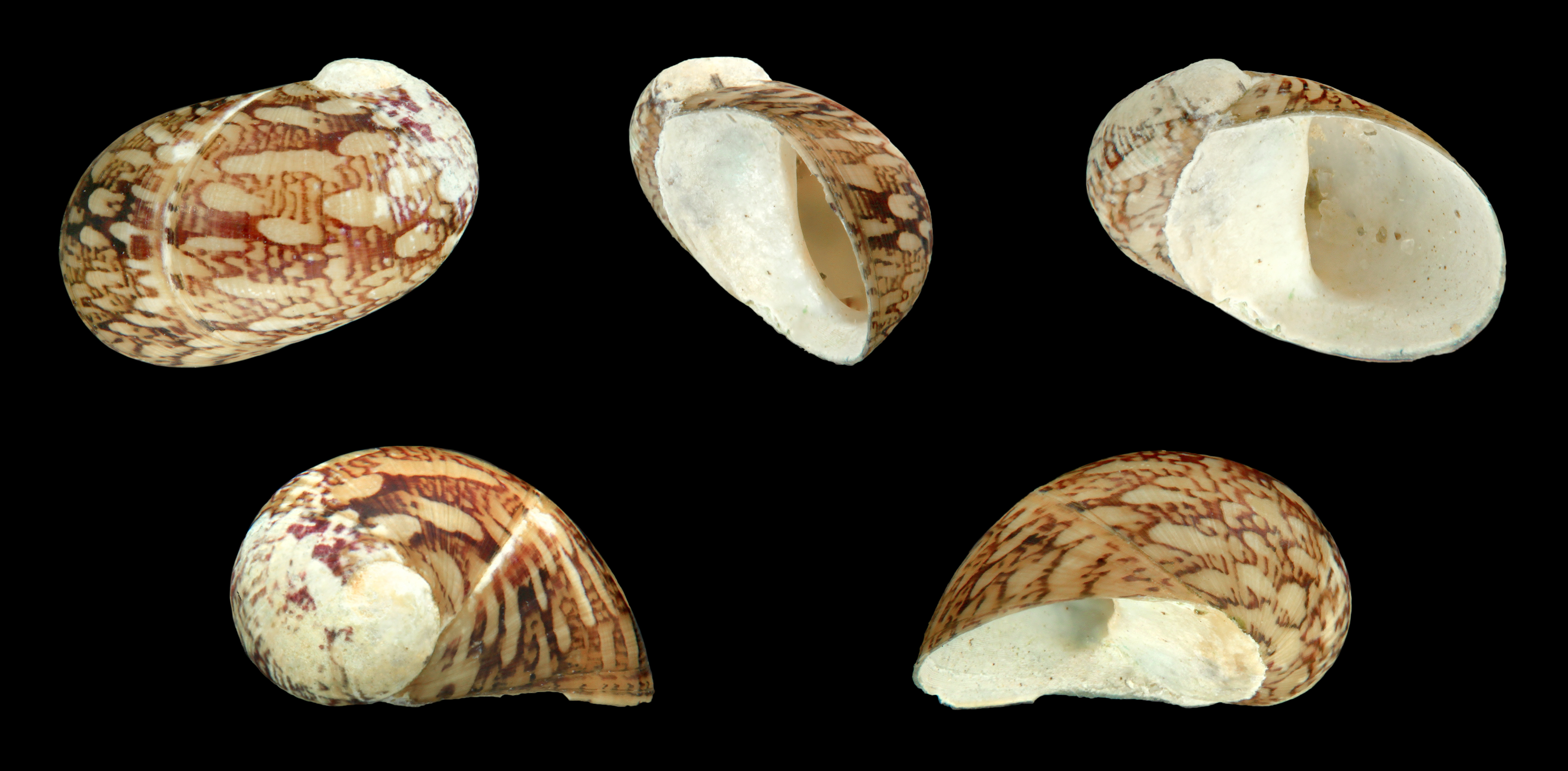
Muszla rozdepki rzecznej – widoki z różnych perspektyw

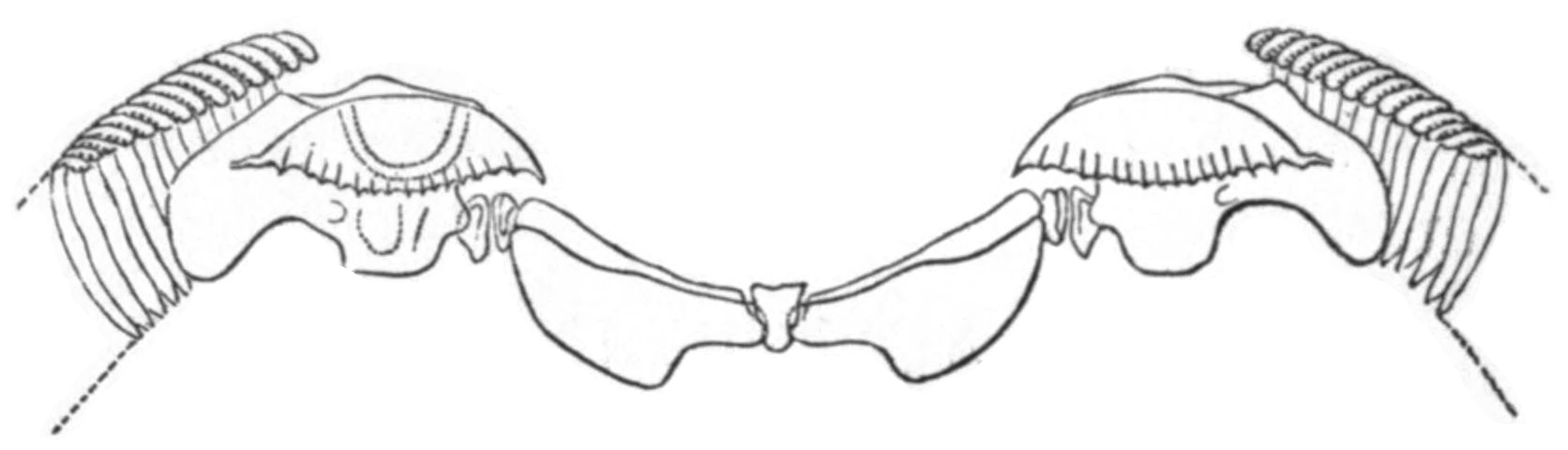
Rysunek przedstawiający jeden rząd zębów tarki rozdepki rzecznej

Muszla jajowato-półkolista, stosunkowo grubościenna, zbudowana z 2 ½-3 szybko narastających skrętów, z których ostatni jest rozdęty i stanowi 4/5 szerokości muszli. Muszla bez dołka osiowego i przegród wewnętrznych. Szczyt muszli przypłaszczony, mało wystający. Szczyt muszli, zwłaszcza u starszych osobników, bywa skorodowany. Powierzchnia muszli delikatnie prążkowana, z silniej zaznaczonymi liniami okresowych zahamowań wzrostu. Ubarwienie muszli bardzo zmienne, od jasnego z delikatnym rysunkiem lub plamami, ciemne jednobarwne, po całkowicie czarne z jasnymi deseniami. Ubarwienie muszli jest zależne od czynników środowiskowych: składu chemicznego wody, typu podłoża, pokarmu, którym się odżywia osobnik. Osobniki z populacji bałtyckich mają zwykle ciemną, czarną barwę muszli, podczas gdy te z pobliskich jezior przymorskich są żółtawo-zieloną. Muszle osobników z populacji w północnej części zasięgu mają zwykle białe, nieregularne plamkowanie, a tych z południowej części – zygzakowate wzorki. Na muszlach osobników jeziornych pojawiają się też paski w odcieniach jaśniejszych bądź ciemniejszych niż tło, czasami także siatkowate wzory. Protokoncha zbudowana z jednego skrętu. Otwór muszli półkolisty, z ostrym brzegiem. Płytka parietalna (przy brzegu kolumienkowym) szeroka, białawo-perłowa. Wieczko wapienne, kształtem zbliżone do litery D, o budowie spiralnej, żółtawe, z czerwonawym, błoniastym brzegiem zewnętrznym, zaopatrzone w wyrostek wewnętrzny służący jako miejsce przyczepu mięśnia wrzeciona. Kształt wieczka i wyrostka jest ważną cechą systematyczną, umożliwiającą odróżnianie blisko spokrewnionych z rozdepką rzeczną (i podobnych pod względem morfologii) gatunków T. danubialis, T. transversalis i T. prevostianus: u rozdepki rzecznej żebro wyrostka jest wyciągnięte i tworzy skrzydełko, formujące wraz żebrem wyrostka zagłębienie – te struktury nie są obserwowane u pozostałych z wymienionych gatunków.
Wymiary muszli: długość 6–14 mm, szerokość 4–8 mm, wysokość 3–6 mm, masa do 343 mg. Osobniki ze środowisk słodkowodnych mogą osiągać nieco większe wymiary niż osobniki ze środowisk słonawych.
Ciało o krępej budowie, głowa i grzbiet szaroczarne, płaszcz szary, pozostałe zewnętrzne części ciała żółtawe. Czułki długie, szarawe. Oczy są duże, czarne. Stopa biaława.
Nie posiada właściwych szczęk i gruczołów ślinowych (cecha typowa tej rodziny), radula jest w typie rhipidoglossa. Ząb środkowy niewielki, zęby boczne silnie zróżnicowane: 1. i 4. bardzo duże, szerokie i wydłużone (większe niż ząb środkowy), 2. i 3. bardzo małe.
Występuje dymorfizm płciowy, przejawiający się odmiennym kształtem wyrostka wieczka. U samców skrzydełko wyrostka ma brzeg zakrzywiony, natomiast u samic jest on prosty.
Układ rozrodczy u samic ma złożoną budowę. Występują dwa otwory płciowe, z których jeden obsługuje część przyjmującą nasienie, a drugi służy do składania jaj. W części przyjmującej nasienie wyróżnić można pochwę, torebkę kopulacyjną i zbiorniczek nasienia. Ten ostatni ma połączenie z częścią układu rozrodczego odpowiedzialną za produkcję jaj. W części produkującej jaja wyróżnić można jajnik, jajowód, którego dalsza część jest rozszerzona (jajowód płaszczowy). Z jajowodem płaszczowym łączą się gruczoł skorupkowy i gruczoł białkowy. Do układu rozrodczego zalicza się też woreczek krystaliczny, położony pomiędzy końcem jajowodu a jelitem, który gromadzi wyłapywane z treści jelita cząstki (np. ziarenka minerałów, pancerzyki okrzemek), wykorzystywane do wzmocnienia ścianek kokonów jajowych.
Męski układ rozrodczy zbudowany jest z jądra, nasieniowodu, pęcherzyka nasiennego, prostaty i przewodu wyprowadzającego. Otwór płciowy znajduje się w jamie płaszczowej, w pobliżu odbytu. Prącie mieści się w okolicach podstawy prawego czułka. Sperma jest do niego transportowana rynienką, w której występuje nabłonek migawkowy.

### Podgatunki

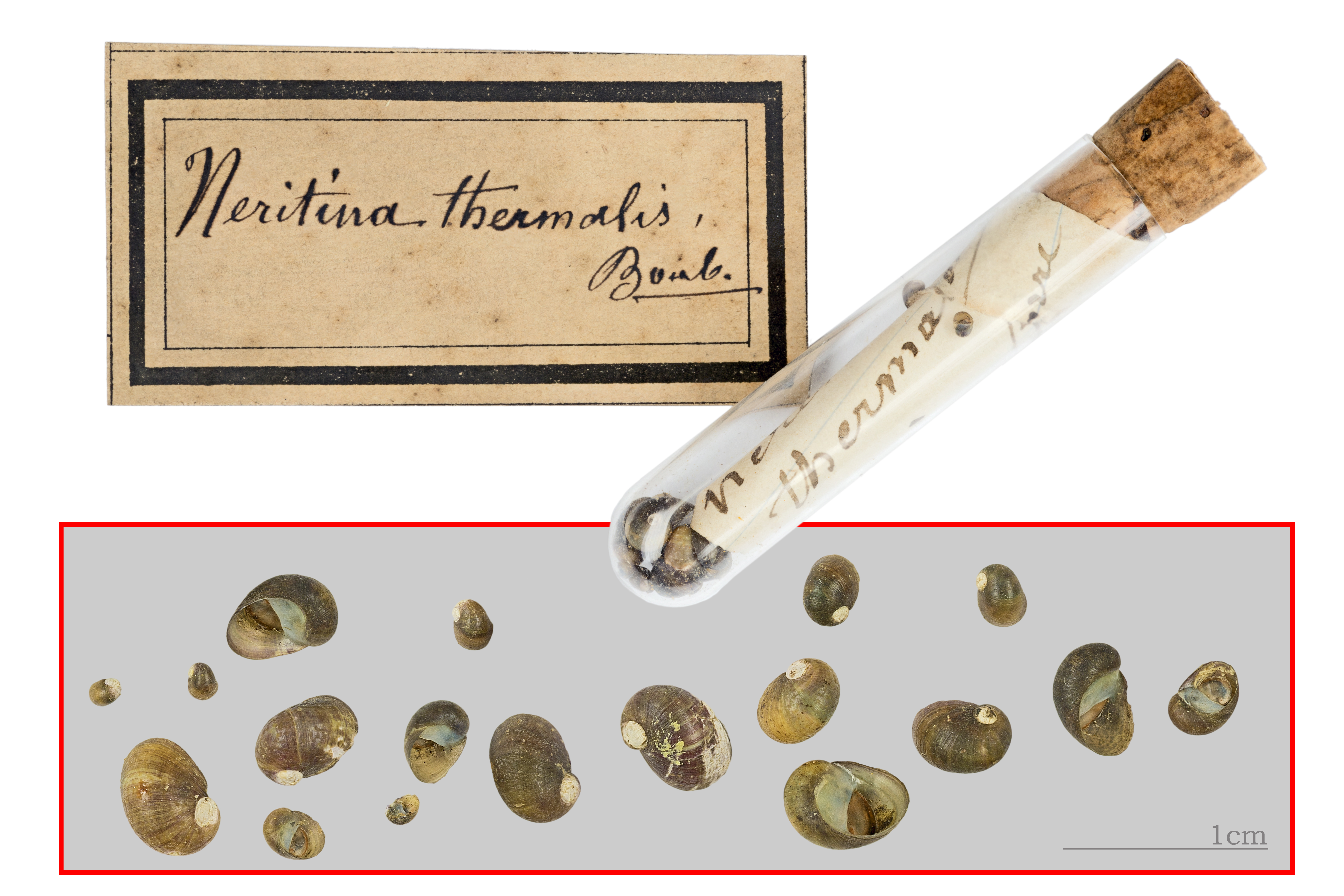
Syntypy Theodoxus fluviatilis subthermalis (Muzeum Historii Naturalnej w Tuluzie (MHNT))

Gatunek polimorficzny, na podstawie budowy muszli i jej barwy wyróżnia się szereg odmian i podgatunków, których status taksonomiczny i odrębność nie zostały dobrze zbadane:
- Theodoxus fluviatilis fluviatilis (Linnaeus, 1789) – forma słodkowodna[17][8][23]
- Theodoxus fluviatilis dalmaticus Sowerby – endemiczny podgatunek występujący w Jeziorze Ochrydzkim[24][25]
- Theodoxus fluviatilis euxinus (Clessin, 1885)[f][26]
- Theodoxus fluviatilis littoralis (Linnaeus, 1789) – forma występująca w wodach słonawych, o mniejszych wymiarach muszli (ok. 8 mm)[8][g]
- Theodoxus fluviatilis sardous (Menke, 1830)[23]
- Theodoxus fluviatilis subthermalis Issel, 1865[28][23]
- Theodoxus fluviatilis thermalis (Dupuy 1851)[23]
- Theodoxus fluviatilis transversetaeniatus A.J. Wagner 1928[23].

## Występowanie
Gatunek szeroko rozprzestrzeniony, występuje w wodach słodkich i słonawych w prawie całej Europie, z wyjątkiem Alp i Norwegii, w Szwecji do 58ºN. Z nielicznymi wyjątkami nie występuje także w większości wód śródlądowych Finlandii, a ponadto w środkowej części dorzecza Dunaju. Obecny także na Wyspach Brytyjskich (włącznie z Orkadami), w Irlandii (z wyjątkiem części północnej i południowo-zachodniej), Wyspach Alandzkich, Krecie, Sardynii i Korsyce.
Jest najdalej na północ występującym przedstawicielem rozdepkowatych i jedynym, którego można spotkać w Bałtyku.
Występuje też w Azji Mniejszej i Iranie oraz Afryce Północnej (Maroku i Algierii, choć niektórzy wydzielają tamtejsze populacje jako osobne gatunki).
Zanieczyszczenie wód przyczyniło się do wymarcia tego gatunku w Renie w końcu lat 90. XX wieku, jednak w 2006 roku wykryto w górnej części dorzecza Renu nową populację, różniącą się pod względem morfologii osobników od występujących w tym miejscu przed wymarciem, a pokrewną pod względem sekwencji genu podjednostki I oksydazy cytochromu c (COI) z populacjami z rejonu Morza Czarnego. Wraz z obserwowanym rozprzestrzenianiem gatunku w dorzeczu Dunaju wskazuje to na ekspansję gatunku na obszary niezasiedlone i rekolonizację obszarów, w których wcześniej wyginął, czemu sprzyjać ma połączenie dorzecza Renu i Dunaju kanałami żeglugowymi.
W Polsce występuje w przybrzeżnych wodach Bałtyku, zasiedla też Pojezierze Pomorskie, Pojezierze Mazurskie, Kujawy, Nizinę Wielkopolską, Nizinę Mazowiecką, Podlasie, Górny Śląsk, Dolny Śląsk, Nizinę Sandomierską.

## Paleogeografia i ewolucja
Skamieniałości muszli rozdepek znane są z osadów oligocenu. Dywersyfikacja rozdepek nastąpiła w pliocenie, ok. 5,3–1,8 mln lat temu. Następujące wówczas zmiany siedliskowe, związane z formowaniem i ewolucją słodkowodnego Morza Panońskiego przyczyniły się do wyodrębnienia z linii wyjściowej, za którą uważa się T. transversalis, osobnych linii rozdepek, w tym rozdepki rzecznej. Dywersyfikacji i rozprzestrzenieniu rozdepek sprzyjała ich zdolność do tolerowania niskiego zasolenia, która jednak nie jest odziedziczona po wspólnym przodku, a raczej ewoluowała niezależnie w różnych populacjach (np. u rozdepek rzecznych zasiedlających słonawe limany Morza Czarnego i zatoki Morza Bałtyckiego).
Analiza porównawcza sekwencji wybranych genów osobników pochodzących z różnych populacji wskazuje na to, że centrum różnicowania gatunku były rejony południowej Europy: region pontokaspijski i, zasiedlony nieco później, Półwysep Apeniński – w populacjach zamieszkujących te tereny zachowało się największe zróżnicowanie genetyczne. Po ustąpieniu zlodowacenia nastąpiła ekspansja gatunku, przy czym centrum tej ekspansji w kierunku północnym były populacje północnowłoskie, których przedstawiciele początkowo skolonizowali tereny Niemiec, a stamtąd pozostałe rejony północnej i północno-zachodniej Europy. Nieliczne unikalne haplotypy pontokaspijskie obecne w populacjach niemieckich świadczą o tym, że ekspansja na północ odrębną drogą przez tereny Europy Centralnej również miała miejsce.

## Biologia i ekologia

### Zajmowane siedliska

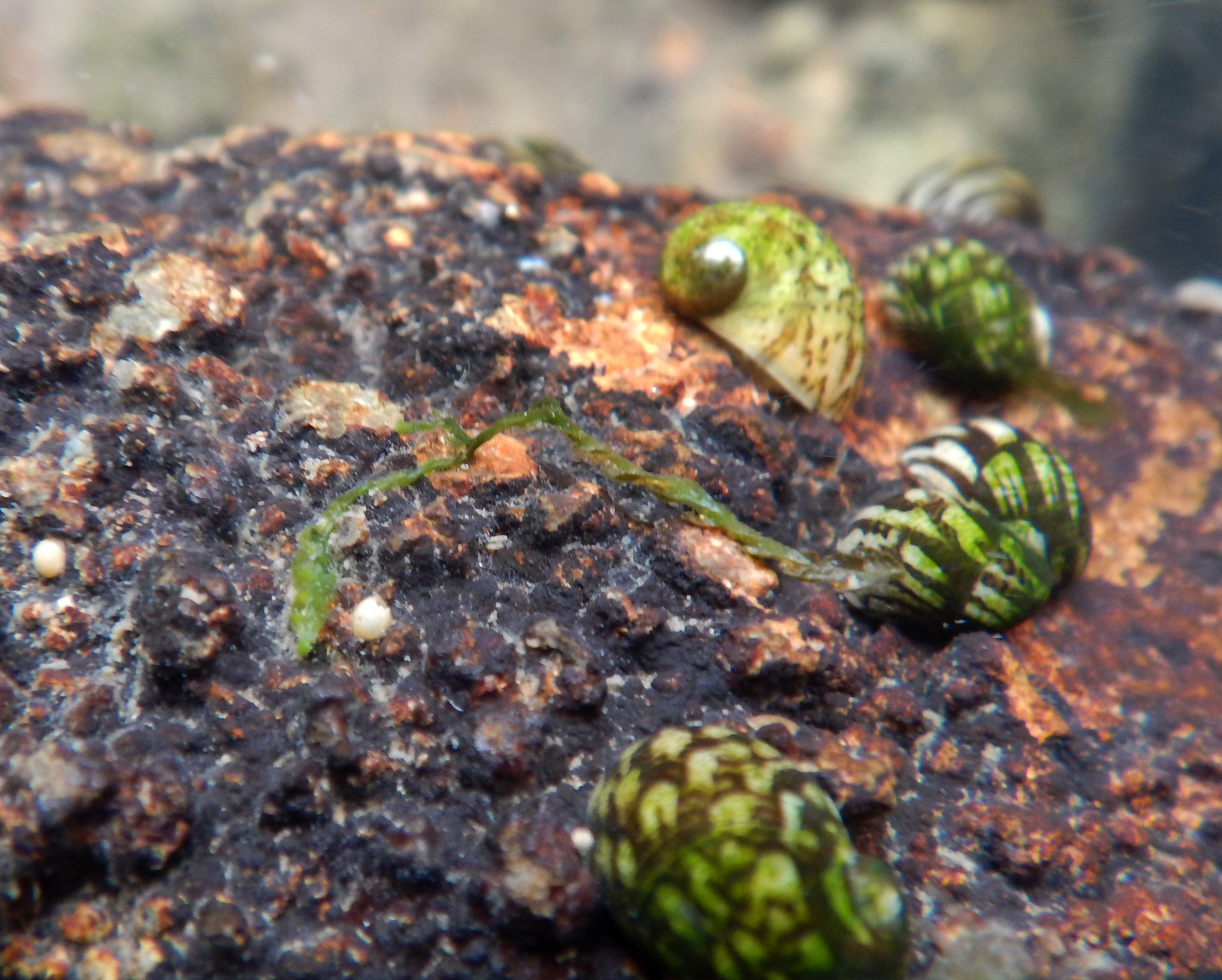
Rozdepki rzeczne w typowym siedlisku – na kamieniach w nurcie rzeki (Touvre, koło Angoulême)

Ślimak eurytopowy, o dużej plastyczności fenotypowej. Zamieszkuje litoral różnych typów słodkowodnych i słonawowodnych zbiorników wodnych i cieków: strumienie, rzeki, jeziora, zbiorniki zaporowe, zalewy, estuaria, a także słonawe wody morskie. Niektórzy podają, że występuje też w źródłach. Toleruje zasolenie do 19 promili. Pomimo tego, że przodkami gatunku są formy słonowodne, wydaje się, że w trakcie ewolucji utracił przystosowania do tolerowania słonej wody, i obserwowane w dzisiejszych populacjach odpowiednie przystosowania nie są homologiczne do tych obserwowanych u pokrewnych gatunków z rodzaju Theodoxus. Osobniki z populacji słonawowodnych wykazują większą tolerancję na zasolenie i jego zmiany niż osobniki z populacji słodkowodnych. Osobniki z różnych populacji rozdepki rzecznej wykazują różnice w ekspresji białek, które mogą być odpowiedzialne za tolerancję na stres osmotyczny, związany z przemieszczaniem się do środowisk o różnym stężeniu soli. Świadczyć to może o powstających różnicach genetycznych, związanych z postępującym niezależnie w poszczególnych populacjach przystosowywaniem do lokalnych warunków.
Na ogół występuje płytko, w strefie przybrzeżnej, czasami spotkać ją można głębiej, na głębokości kilku-kilkunastu metrów, maksymalnie do 60 m. Preferuje miejsca z wartkim przepływem wody lub wystawione na falowanie, z wodą dobrze natlenioną oraz podłoża kamieniste, występuje także na zanurzonych przedmiotach, podwodnych częściach budowli hydrotechnicznych, rzadziej na hydrofitach (trzcinie Phragmites australis, grążelach Nuphar lutea, grzybieniach Nymphaea alba). W siedliskach słonawych Bałtyku występuje głównie na makrofitach: trawie morskiej Zostera marina, morszczynie Fucus vesiculosus i rdestnicach (Potamogeton spp.), a w rejonach o większym zasoleniu na podłożu skalistym lub na koloniach omułków (Mytilus). Gatunek wapniolubny, optymalne pH wody: 7,2–7,9, osobniki z populacji na wyspach Alandzkich tolerują pH w zakresie 7,8–8,9. Może występować skupiskowo, osiągając miejscami duże zagęszczenia: w Bałtyku notowano nawet ponad 1000 os./m², w jeziorze Ochrydzkim – do 6412 osobników/m². Na stanowiskach z kamienistym litoralem, w jeziorach z twardą wodą, jest jednym z najliczniej występujących ślimaków, stanowiąc do 83–89% wszystkich osobników tej gromady, zarazem jednak liczebność osobników w populacji wykazuje znaczne wahania sezonowe.
Gatunek wymaga wód stosunkowo czystych, β-mezosaprobowych – jest uznawany za gatunek wskaźnikowy. Może tolerować niewielkie zanieczyszczenie.

### Oddychanie
Gatunek skrzelodyszny, osobniki oddychają tlenem rozpuszczonym w wodzie. Pojedyncze skrzele (lewe) jest trójkątne, dwupierzaste z dwoma rzędami blaszek, zwykle jest schowane w obszernej jamie płaszczowej. Osobniki hodowane w środowisku słodko- i słonawowodnym nie różniły się od siebie pod względem zużycia tlenu. Jednak wraz ze spadkiem koncentracji tlenu w wodzie zużycie przez nie tlenu malało. Wraz ze zwiększaniem temperatury zużycie tlenu przez rozdepki rzeczne rosło zgodnie z krzywą Krogha, do momentu, gdy temperatura osiągnęła 29 °C (35 °C w środowisku słonawowodnym). Ślimak toleruje okresowe spadki koncentracji tlenu nawet poniżej poziomu 2 mg O2/L.

### Odżywianie
Zdrapywacze, żerują na peryfitonie i detrytusie. Żeruje głównie nocą. Głównym komponentem pokarmu są bentosowe okrzemki, maty cyjanobakterii i zielenic stanowią prawdopodobnie mniej korzystne źródło pokarmu dla rozdepek rzecznych. Mogą też zjadać osiedlające się propagule morszczynu. Niektórzy podają, że obserwowano rozdepki rzeczne żerujące na padlinie. Roczna produkcja biomasy wynosić może do 2,284 mg AFDW/m², a stosunek produkcji do biomasy kształtuje się w granicach 1,29–1,57.

### Wydalanie
Narządem wydalniczym jest pojedyncza (lewa) nerka, będąca przekształconym metanefrydium. Nerka u rozdepki rzecznej jest położona po prawej stronie osierdzia. Mocz jest wydalany bezpośrednio na zewnątrz (bez pośrednictwa moczowodu).

### Rozmnażanie

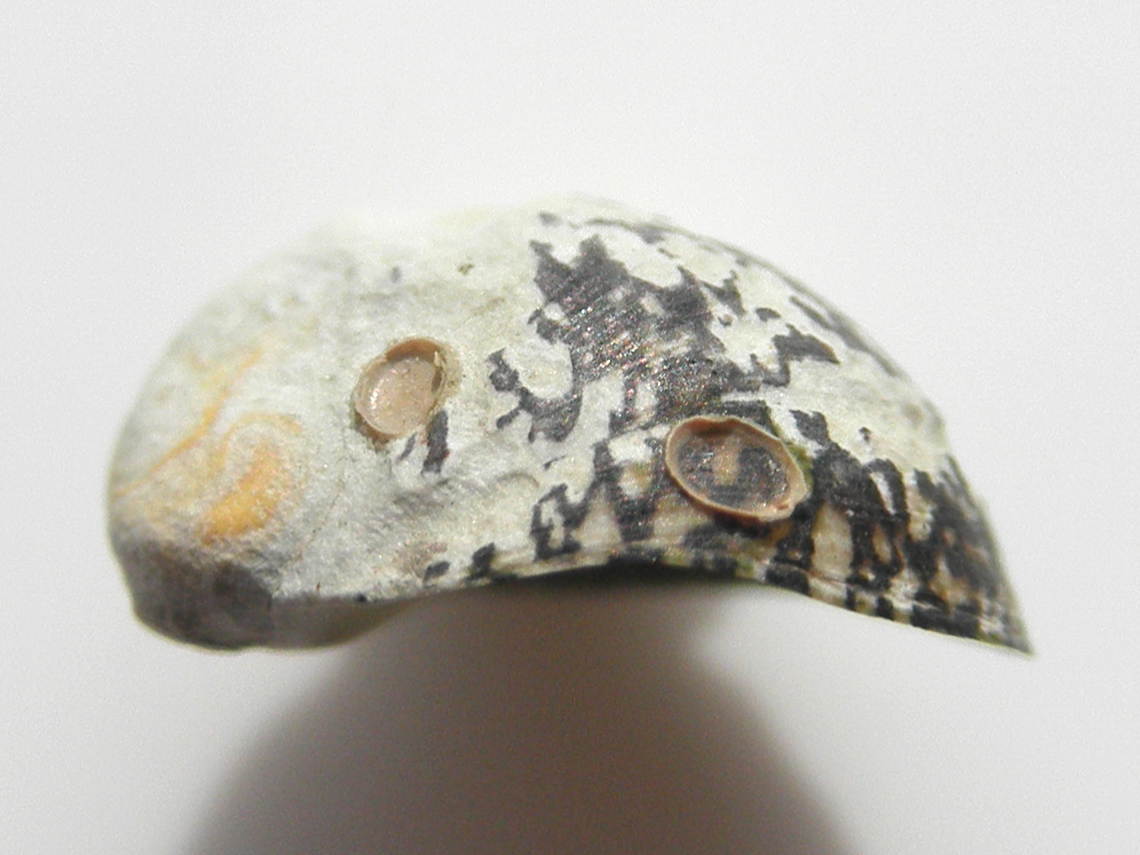
Pozostałości kokonów jajowych na muszli rozdepki rzecznej

Gatunek rozdzielnopłciowy. Stosunek ilości osobników obydwu płci w populacjach wynosi 1:1. Zapłodnienie jest wewnętrzne. Rozród trwa od kwietnia do października. Kapsułki jajowe (zwykle mniej niż 10 w kładce jajowej, przeciętnie 4–5 – w wodach duńskich) przyczepiane są do trwałych podłoży, czasami również do muszli innych mięczaków, w tym rozdepek. Kapsułka ma kształt eliptyczny, składa się z dwóch połówek, jest inkrustowana drobnymi ziarenkami piasku, pancerzykami okrzemek, igłami gąbek. Stare kapsułki jajowe mają kolor żółtawy, często porośnięte są epifitonem, świeżo złożone mają kolor biały. Pojedyncza kapsułka jajowa ma średnicę ok. 0,9–1,1 mm i zawiera ok. 70–160 jaj o średnicy 110–150 μm (w wodach słonawych zwykle mniej: 55–80 i o mniejszych wymiarach). Samica składa około 40 kapsułek jajowych w ciągu lata i około 20 jesienią. Tylko jedno z jaj w kapsułce rozwija się, pozostałe stanowią pokarm dla rozwijającego się zarodka. Rozwój jest prosty. Młode ślimaki wykluwają się najwcześniej po 30 dniach (zależnie od temperatury – w chłodnej wodzie rozwój może trwać nawet 100 dni, a w przypadku jaj zimujących – 7–8 miesięcy), mając wymiary ciała ok. 0,5–1 mm. W temperaturze poniżej 10 °C rozwój zarodka jest zahamowany. Długość życia: 2–3 lata (maksymalnie do 3,5 roku w wodach duńskich). Mogą wydać do dwóch pokoleń w sezonie wegetacyjnym, jedno z nich pojawia się w lipcu, drugie we wrześniu. Dojrzałość płciową osiągają, gdy długość muszli przekroczy 5,5–5,7 mm. Śmiertelność jest największa w sezonie zimowym, gdy osobniki bywają eksponowane na niskie temperatury oraz w związku działalnością prądów wody i sztormów, przemieszczających materiał skalny i lód.

## Genetyka
Diploidalna liczba chromosomów 2n = 26 u samic i 2n = 25 u samców. Komórki somatyczne samców posiadają zwykle tylko jeden homolog w 6. parze chromosomów, a podczas mejozy obserwowano u nich tylko 12 biwalentów i 1 uniwalent. Badacze sugerują, że wiąże się to z posiadaniem przez ten gatunek systemu determinacji płci X0.
Dziewięć par chromosomów to chromosomy metacentryczne, dwie pary – submetacentryczne, pozostałe zaś są subtelocentryczne.

## Interakcje międzygatunkowe

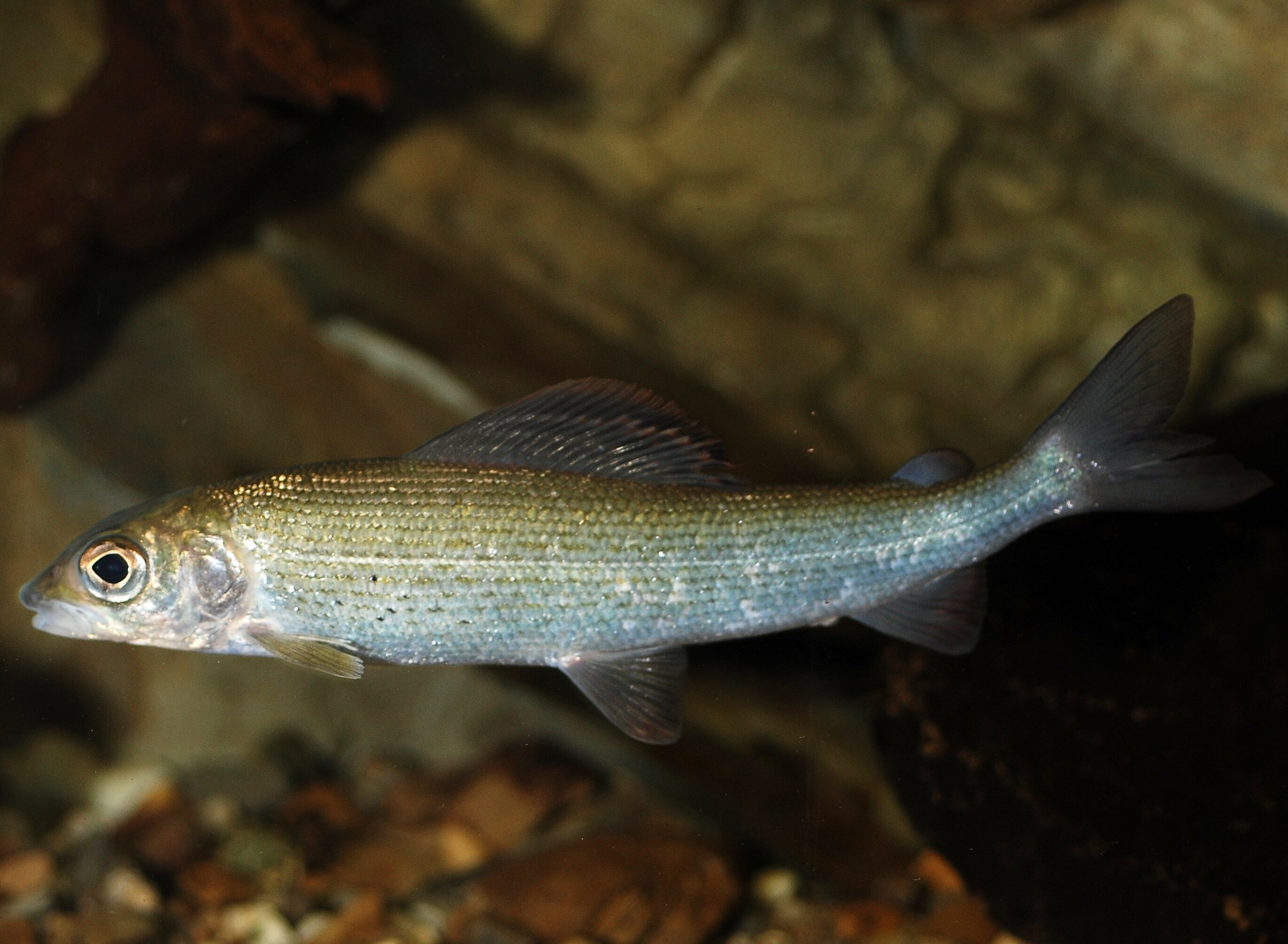
Lipienie są amatorami rozdepek rzecznych.

Ślimaki żerujące na peryfitonie porastającym plechy morszczynu (Fucus vesiculosus) stymulują wzrost brunatnicy, usuwając glony blokujące dostęp światła i wydalając fekalia, będące źródłem biogenów (azotu i fosforu), które morszczyn może bezpośrednio pobierać. Zarazem jednak żerowanie na propagulach morszczynu może ograniczać rekrutację nowych osobników tych brunatnic, zwłaszcza gdy rozdepki rzeczne występują masowo.
Biogeny pochodzące z fekaliów wydalanych przez żerujące rozdepki rzeczne przyczyniają się do zwiększania produkcji pierwotnej peryfitonowych glonów, zwłaszcza w warunkach niedostatku biogenów i gdy zagęszczenie ślimaków jest niewielkie. Jednak gdy ślimaki te występują w większych zagęszczeniach, ich żerowanie powoduje zmniejszenie biomasy peryfitonu oraz zmniejszenie zagęszczenia zamieszkującej go mejofauny. W niektórych jeziorach żerowanie rozdepek może odpowiadać za 80% całości efektów wywieranych przez roślinożerców na zespoły peryfitonu.
Rozdepki rzeczne są zjadane przez ryby, stwierdzono je w przewodach pokarmowych m.in. lipieni (Thymallus thymallus), płoci (Rutilus rutilus), okoni (Perca fluviatilis) i cert (Vimba vimba). Stanowią pokarm pijawek (m.in. Glossiphonia complanata); atakowany przez pijawkę ślimak stara się, przez energiczne potrząsanie muszlą, strącić napastnika, w ostateczności zamyka otwór muszli wieczkiem. Rozdepki rzeczne znajdowano także w przewodach pokarmowych ptactwa wodnego, gdzie najprawdopodobniej dostawały się połykane wraz z kęsami hydrofitów.
Są pierwszym żywicielem pośrednim przywry Plagioporus skrjabini, drugim żywicielem pośrednim Cotylurus cornutus, ponadto pasożytuje na nich Asymphylodora demeli i Notocotylus zduni. Na rozdepkach rzecznych stwierdzono również występowanie pasożytniczych orzęsków: osobniki tego gatunku są głównym gospodarzem dla Trichodina baltica (w niektórych populacjach ślimaka u wszystkich osobników w jamie płaszcza występują te orzęski), a także Protospira mazurica i Hypocomella quatuor.

## Wykorzystanie
Muszle rozdepki rzecznej były wykorzystywane do wyrobu biżuterii – wykonany z nich wisiorek odnaleziono w paleolitycznej osadzie położonej nad Donem (Markina Gora).

## Zagrożenia i ochrona
W IUCN gatunek jest sklasyfikowany jako gatunek najmniejszej troski (LC). Zagrożenie dla gatunku stanowić może regulacja rzek i prace hydrotechniczne, zmiany stosunków wodnych, zanieczyszczenie i eutrofizacja wód, jednakże nie wygląda na to, by czynniki te powodowały znaczące zmniejszenie liczebności osobników w populacjach. Wydaje się, że większa odporność na zanieczyszczenie wód może przyczyniać się do tego, że rozdepki rzeczne wypierają gatunki rodzime z rodzaju Theodoxus, występujące w dorzeczu Dunaju. Niemniej jednak spadek liczebności populacji, który może być konsekwencją działania tych czynników, spowodował, że rozdepka rzeczna została wpisana na Czerwoną Listę gatunków w Czechach jako wymarły, jako krytycznie zagrożony w Szwajcarii i zagrożony w Niemczech.